# پلی‌استایرن
پُلی‌استایرن یا پُلی‌استیرن یک پُلیمِر مصنوعی اروماتیک از مُنومِر استایرن (یک مادهٔ پتروشیمیایی) می‌باشد که در سه نوع معمولی، مقاوم و انبساطی وجود دارد.

## ساختار پلی‌استایرن
از نظر شیمیایی، پلی‌استیرن (پلی استایرن) یک هیدروکربن بُلَندزَنجیر است که در آن مراکز متغیر کربنی به گروه‌های فنیل (نامی که به بنزن حلقه‌ای داده می‌شود) متصل اند.
فرمول شیمیایی پلی‌استایرن (n(C8H۸ است. این ماده حاوی موله‌های عناصر شیمیایی کربنی و هیدروژن است.
ویژگی‌های ماده توسط جذب کوتاه‌مدت واندِروالسی بین زنجیرهای پلیمری تعیین می‌شوند. از آنجایی که مولکول‌ها هیدروکربن‌های بلندزنجیری هستند که از هزاران اتم تشکیل می‌شوند، نیروی کششی کلی بین مولکول‌ها بزرگ می‌باشد. هنگام حرارت دادن (یا به سرعت بدشکل شدن به علت ترکیب با ویژگی‌های ویسکوالاستیک viscoelastic و عایق حرارتی) زنجیره‌ها سازگاری بیشتری به دست آورده، از کنار یکدیگر سُر می‌خورند. این سستی بین‌مولکولی (در مقابل قدرت بالای بین‌مولکولی به علت استقامت هیدروکربنی) حالت انعطاف‌پذیری و کِشسانی به این ماده می‌دهد. قابلیت سیستم برای بدشکل شدن آن در دمای بالاتر از دمای تبدیل شیشه‌ای‌اش، به پلی‌استرین (و به‌طورکلی پلیمرهای نرمش‌پذیر در مقابل حرارت) این امکان را می‌دهد تا هنگام حرارت دادن به‌راحتی نرم شده، به شکل‌های گوناگون درآید. این پلیمر از مونومر هایی با همین نام ساخته می شود .

## تاریخچه
اولین بار پلی‌استایرن توسط ادوارد سایمون در سال ۱۸۳۹ کشف شد. وی نمی‌دانست چه مادهٔ باارزشی کشف کرده است.  تهیهٔ تجاری منومر استایرن و پلیمریزاسیون آن به سال ۱۹۳۴ بر می‌گردد که کمپانی «داو» توانست استایرن را از فراورده‌های نفتی سَنتِز نماید و سپس آن را پلیمریزه کند. در همان زمان، مشابه این فرایند مراحل تکمیلی خود را در آلمان می‌گذراند. تجربیات به دست آمده از این محصول در زمان جنگ جهانی دوم موجب گردید تا در سال‌های بعد از جنگ، پلی‌استایرن نه تنها به عنوان یک عایق الکتریسیته گران‌قیمت شناخته نشود، بلکه به عنوان یک پلاستیک گرمانرم، ارزان و با خواص خوب معرفی شود.
با طی گذر زمان و با انتشار تئوری‌های مختلف (از جمله تئوری هرمان استاودینگر در سال ۱۹۲۲ در مورد پلیمر)، در نهایت شرکت BASF در ابتدای سال ۱۹۵۰ یک فرایند دومرحله‌ای برای تولید فوم پلی‌استایرن را گسترش داد. در این فرایند مرحلهٔ اول شامل تهیهٔ دانه‌های حاوی توزیع یکنواخت عامل پُف‌زا توسط روش پلیمریزاسیون سوسپانسیونی مونومر استایرن بوده که در مرحلهٔ دوم این ماده در داخل یک قالب آماده می‌شود. سهولت تولید محصول به هر شکل و اندازه از مزایای این روش بود که باعث توسعهٔ آن شد. این ماده اولین بار در سال ۱۹۵۰ تولید گردید.

## تولید پلی استایرن در صنایع

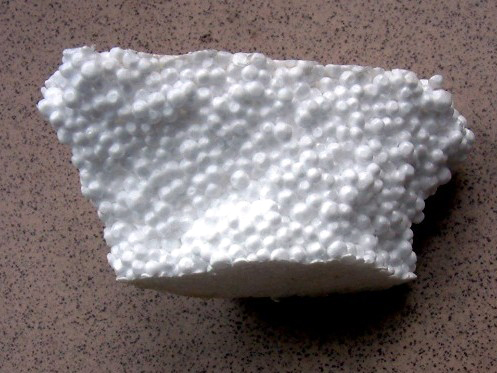
نمونه ای از محصو.ل تولیدی از پلی استایرن

برای ساخت پلیمر پلی استایرن در کارخانجات دو روش رایج وجود دارد؛ پلیمریزاسیون تعلیقی و پلیمریزاسیون توده ای.
در روش اول یعنی پلیمریزاسیون تعلیقی که برای تولید پلی استایرن انبساطی یا یونولیت به کار می‌رود نیاز به دو عامل مهم وجود دارد؛ عامل معلق کننده و عامل آغازگر واکنش. عامل آغازگر به دما وابسته است‌ یعنی وقتی دما به حد نصاب برسد واکنش  شروع شده و طی فرآیند، به کمک عامل معلق کننده دانه های ریز پلی استایرن تولید می‌شوند.
در روش دوم که روش پلیمریزاسیون توده ای 
یا واکنش تراکمی نام دارد استایرن‌ها در یک رآکتور با حضور عامل آغازگر واکنش تحت حرارت پیوسته‌ می‌گیرند و به حالت مذاب در می‌آیند و با پیوستن به هم زنجیر های پلی استایرن را تشکیل می‌دهند.

## Granule پلی استایرن
گرانول پلی استایرن به قطعات ریز گلوله شکل از جنس پلی‌استایرن گفته می‌شود. گرانول پلی استایرن برای انواع موارد مصرف و کالا ها محصولی بسیار کاربردی است. این گرانول پلاستیک با ویژگی های ممتازی مانند عایق الکتریسیته بودن، رسانایی حرارتی پایین و مقاوم بودن در برابر رطوبت، مواد شیمیایی و ضربه معروف هستند.
گرانول های پلی استایرن به طور کلی به ۳ دسته EPS یا انبساطی، HIPS یا گرانول مقاوم و GPPS یا گرانول پلی استایرن معمولی تقسیم می‌شوند. در ادامه مقاله به هر یک از موارد گفته شده می‌پردازیم.

## پلی‌استایرن معمولی
پلی‌استایرینی با نام اختصاری GPPS که جهت مصارف عمومی مورد استفاده قرار می‌گیرد، معمولاً بایستی دارای خواص نظیر مقاومت خوب در برابر حرارت، قدرت ضربه پذیری مناسب و سیالیت خوبی در هنگام فرایند باشد.
این پلی‌استایرن‌ها خواص دی الکتریکی و استحکام بالایی دارند به همین دلیل در مصارف الکتریکی کاربرد بالایی دارند.
نام تجاری این محصول در بازار ایران کریستال می‌باشد.

## پلی‌استایرن مقاوم
این نوع پلی‌استایرن با نام اختصاری high-impact polystyrene) HIPS) مقاوم به ضربه است و به همین دلیل در ساخت ظروف و بدنهٔ لوازم خانگی کاربرد دارد.
نام تجاری این ماده در بازار ایران هایمپک می‌باشد.

## پلی‌استایرن انبساطی (یونولیت)
این نوع پلی‌استیرن با نام اختصاری Expanded polystyrene) EPS) نوعی پلیمر سفید رنگ که به آن‌ها یک عامل فوم‌کننده اضافه شده‌است؛ که در ایران با نام یونولیت شناخته می‌شود.

### ویژگیهای بلوک سبک پلاستوفوم سقفی EPS
تولید بلوکهای پلاستوفوم سقفی
بلوک سقفی جدید از مواد پلی‌استایرن انبساطی ساخته شده و بهترین جایگزین بلوکهای سیمانی و سفالی می‌باشد.
ویژگیهای بلوک سبک پلاستوفوم سقفی EPS
1. سبکی
2. سرعت و سهولت در اجرای سقف
3. پایدار در مقابل زلزله: به دلیل کاستن بار مرده در مقابل زلزله پایداری بیشتری دارد و در هنگام زلزله خرد نمی‌شود.
4. صرفه جوئی در گچ و خاک: برای اولین بار شیارهایی در سمت تحتانی بلوک مذکور ایجاد شده و در قسمت زیر سقف قرار می‌گیرد.

۵- صرفه جوئی در آهن آلات: در هر متر مربع ۲۲٪ کاهش می‌یابد.
1. ضربه پذیر
2. حمل و نقل سریع و آسان

۸ - کاهش ۱۵ تن وزن به ازای هر ۱۰۰ متر مربع
۹- سرعت زیاد در اجرا و کاهش هزینه‌های دستمزد
۱۰ - صرفه جوئی در تیرهای بتنی سقف می‌شود به طوری که می‌توان فاصله محور تیرچه بتنی را از ۵۰ سانت به حداقل ۶۰ سانت تغییر داد

## گریدهای مختلف پلی‌استایرن انبساطی
گریدهای یونولیت (EPS) معمولاً بر اساس اندازه ذرات و نوع پوشش سطح آن‌ها انجام می‌شود. البته گریدهای خاصی از آن نظیر کندسوز شده (F) و آنتی استاتیک نیز وجود دارد.

## موارد مصرف پلی استایرن
از پلی استایرن برای تولید ظروف یک بار مصرف، وسایل الکترونیکی، بدنه ساعت، تلویزیون، رادیو، لوازم ورزشی، اسباب بازی، عایق برودتی دربدنه یخچال‌ها، فریزرها و وسایل خانگی استفاده می‌شود.

## مجتمع‌های تولیدکننده و محصولات

### مجتمع‌های مربوط در ایران
در پتروشیمی تبریز محصولات به صورت گریدهای مختلف تولید می‌شود.
در پتروشیمی بانیارگنبد نیز محصولات در گریدهای F-1000,F-2000,F-3000 و پترومل در گریدهای F50. F100. F150. F250. F350. F22. F16 تولید می‌شود.
شایان ذکر است مجتمع پتروشیمیایی تخت جمشید پارس عسلویه نیز پلی‌استایرن GPPS را در گریدهای ۱۵۵۱ و ۱۱۶۱ تولید می‌کند. (I.A)